# Joshua Allen

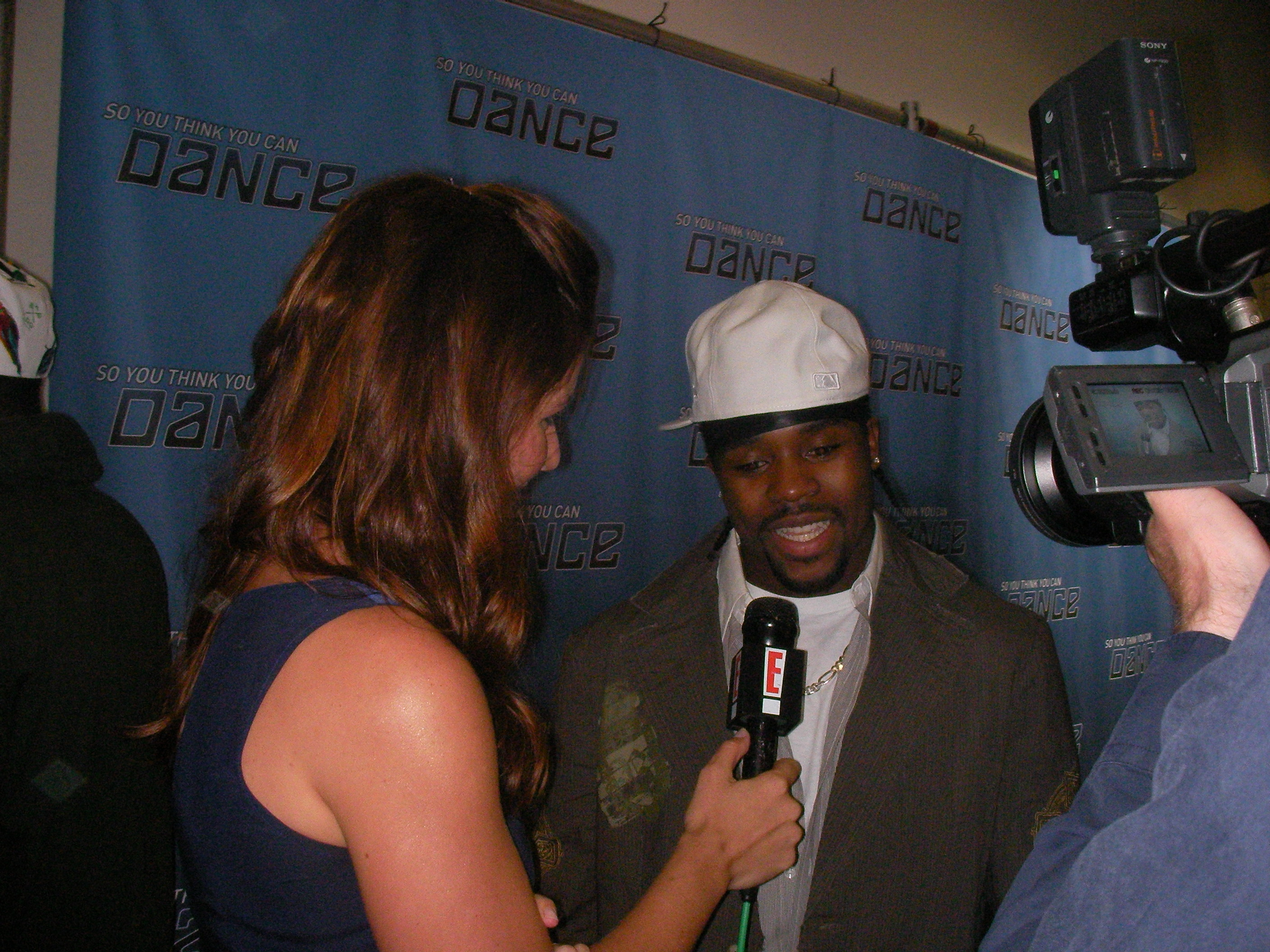
Joshua Allen a ser entrevistado, nos bastidores- por Kristin dos Santos no final da quarta temporada do reality show "So You Think You Can Dance"

Joshua Allen (Fort Worth, 13 de março de 1989) é um dançarino estadunidense. Ele é indiscutivelmente conhecido por ser o vencedor da quarta edição do reality show So You Think You Can Dance, tendo ganho $250.000 dólares como premiação, em 7 de agosto de 2008.